# Морможево
Морможево (бел. Мормажава) — деревня в Берёзовском районе Брестской области Белоруссии. Входит в состав Берёзовского сельсовета.

## География
Деревня находится в центральной части Брестской области, на левом берегу реки Ясельды, при автодороге Н-78, на расстоянии приблизительно 3 километров (по прямой) к северо-северо-востоку от города Берёза, административного центра района. Абсолютная высота — 145 метров над уровнем моря. Площадь населённого пункта — 0,3109 км².

## История
По состоянию на 1905 год, в Морможевe проживало 213 человек. В административном отношении деревня входила в состав Селецкой волости Пружанского уезда Гродненской губернии.
Согласно Рижскому мирному договору (1921), деревня вошла в состав межвоенной Польши. Входила в состав гмины Берёза Картузская Пружанского повета Полесского воеводства Польши. В 1921 году числилось 74 жителя, проживавших в 12 домах. В этническом составе населения того периода поляки составляли 54%, белорусы — 46%. В конфессиональном составе населения преобладали православные — 72%, католиков было 28%.
С 1939 года в БССР, с 1940 года деревня в составе Соколовского сельсовета.

## Население
По данным переписи 2019 года, в деревне проживал 141 человек.
| Год  | Население, человек |
| ---- | ------------------ |
| 1905 | 213                |
| 1921 | ↘ 74               |
| 2009 | ↗ 185              |
| 2019 | ↘ 141              |